# Romanens
Pour les articles homonymes, voir Romanens (homonymie).
Romanens (Remanin  en patois fribourgeois) est une localité de la commune de Sâles, dans le district de la Gruyère, en Suisse.

## Histoire
Le 1er janvier 2001, la fusion entre les 4 anciennes communes de Maules, Romanens, Rueyres-Treyfayes et Sâles est entrée en vigueur. La nouvelle commune porte le nom de Sâles.

## Géographie
Le village se situe à 8 km de Bulle et à 35 km de Fribourg, à flanc de coteau ouest du Gibloux. Son point le plus élevé est à 1 056 m alors que son point le plus bas se situe à 835 m.

## Population
Le village compte 287 habitants en 2006, 268 en 2007 et 294 en 2008.
| 1850 | 1900 | 1910 | 1920 | 1930 | 1941 | 1950 | 1960 | 1970 |
| ---- | ---- | ---- | ---- | ---- | ---- | ---- | ---- | ---- |
| 227  | 314  | 325  | 313  | 248  | 232  | 236  | 196  | 163  |

| 1980 | 1990 | 2000 | - | - | - | - | - | - |
| ---- | ---- | ---- | - | - | - | - | - | - |
| 154  | 202  | 256  | - | - | - | - | - | - |

Source: Office Fédéral de la Statistique (OFS)